# Ryder Cup 2002
Ryder Cup 2002 var den 34:e upplagan av matchspelstävlingen i golf som spelas mellan USA och Europa. 2002 års match spelades den 27–29 september på The Belfry i Warwickshire, England. Matchen skulle egentligen ha spelats redan år 2001, men sköts upp ett år på grund av 11 september-attackerna som inträffade bara några dagar före den planerade matchen. Båda lagen ställde dock upp med samma spelare som var kvalificerade till 2001 års match. USA var titelförsvarare efter att år 1999 ha vunnit på The Country Club i Brookline, Massachusetts.

## Format
Tävlingen bestod av 28 matcher, fördelade på tre dagar (fredag - söndag) enligt följande:
- Dag 1 Fyra fyrboll-matcher på förmiddagen, följt av fyra foursome-matcher på eftermiddagen
- Dag 2 Fyra foursome-matcher på förmiddagen, följt av fyra fyrboll-matcher på eftermiddagen
- Dag 3 Tolv singelmatcher

En vunnen match ger 1 poäng, medan en oavgjord match ger ½ poäng. Laget som först når 14½ poäng har vunnit.

## Lagen
De båda lagen använde sig av olika poängsysten för att avgöra vilka 10 spelare som skulle bli direktkvalificerade till laget. Därutöver fick de båda kaptenerna, Sam Torrance och Curtis Strange, välja ytterligare två spelare var för att göra lagen kompletta. Laguttagningarna skedde 2001 men matchen flyttades till 2002.
| Europa Kapten: Sam Torrance |               |
| Namn                        | Världsranking |
| Sergio García               | 5             |
| Pádraig Harrington          | 9             |
| Colin Montgomerie           | 17            |
| Darren Clarke               | 19            |
| Bernhard Langer             | 27            |
| Niclas Fasth                | 32            |
| Thomas Bjørn                | 35            |
| Jesper Parnevik             | 61            |
| Paul McGinley               | 71            |
| Pierre Fulke                | 88            |
| Phillip Price               | 119           |
| Lee Westwood                | 148           |

| USA Kapten: Curtis Strange |               |
| Namn                       | Världsranking |
| Tiger Woods                | 1             |
| Phil Mickelson             | 2             |
| David Toms                 | 6             |
| Davis Love III             | 7             |
| Jim Furyk                  | 10            |
| David Duval                | 12            |
| Scott Verplank             | 28            |
| Scott Hoch                 | 30            |
| Mark Calcavecchia          | 42            |
| Paul Azinger               | 51            |
| Stewart Cink               | 59            |
| Hal Sutton                 | 125           |

Världsrankingen syftar på den senaste rankingen före Ryder Cup-veckan, alltså 22 september 2002 . Eftersom lagen togs ut baserat på rankingen ett år tidigare, hade en del av spelarna hunnit sjunka rejält på världsrankingen fram till tidpunkten för matchen.

## Resultat

### Dag 1
| Fyrbollar                         | Fyrbollar | Fyrbollar | Fyrbollar | Fyrbollar                  |
| --------------------------------- | --------- | --------- | --------- | -------------------------- |
| Darren Clarke Thomas Bjørn        | 1 upp     |           |           | Tiger Woods Paul Azinger   |
| Sergio García Lee Westwood        | 4 & 3     |           |           | Davis Love III David Duval |
| Colin Montgomerie Bernhard Langer | 1 upp     |           |           | Scott Hoch Jim Furyk       |
| Pádraig Harrington Niclas Fasth   |           |           | 1 upp     | David Toms Phil Mickelson  |

| Foursomes                         | Foursomes | Foursomes | Foursomes | Foursomes                     |
| --------------------------------- | --------- | --------- | --------- | ----------------------------- |
| Darren Clarke Thomas Bjørn        |           |           | 2 & 1     | Hal Sutton Scott Verplank     |
| Sergio García Lee Westwood        | 2 & 1     |           |           | Tiger Woods Mark Calcavecchia |
| Colin Montgomerie Bernhard Langer |           | lika      |           | Phil Mickelson David Toms     |
| Pádraig Harrington Paul McGinley  |           |           | 3 & 2     | Jim Furyk Stewart Cink        |

| Efter första dagen: | \| Europa \| 4½ \| 3½ \| USA \| |    |     |
| Europa              | 4½                              | 3½ | USA |

### Dag 2
| Foursomes                         | Foursomes | Foursomes | Foursomes | Foursomes                  |
| --------------------------------- | --------- | --------- | --------- | -------------------------- |
| Pierre Fulke Phillip Price        |           |           | 2 & 1     | Phil Mickelson David Toms  |
| Lee Westwood Sergio García        | 2 & 1     |           |           | Jim Furyk Stewart Cink     |
| Colin Montgomerie Bernhard Langer | 1 upp     |           |           | Scott Verplank Scott Hoch  |
| Darren Clarke Thomas Bjørn        |           |           | 4 & 3     | Tiger Woods Davis Love III |

| Fyrbollar                            | Fyrbollar | Fyrbollar | Fyrbollar | Fyrbollar                     |
| ------------------------------------ | --------- | --------- | --------- | ----------------------------- |
| Niclas Fasth Jesper Parnevik         |           |           | 1 upp     | Mark Calcavecchia David Duval |
| Colin Montgomerie Pádraig Harrington | 2 & 1     |           |           | Phil Mickelson David Toms     |
| Sergio García Lee Westwood           |           |           | 1 upp     | Tiger Woods Davis Love III    |
| Darren Clarke Paul McGinley          |           | lika      |           | Scott Hoch Jim Furyk          |

| Efter andra dagen: | \| Europa \| 8 \| 8 \| USA \| |   |     |
| Europa             | 8                             | 8 | USA |

### Dag 3
| Singlar            | Singlar | Singlar | Singlar | Singlar           |
| ------------------ | ------- | ------- | ------- | ----------------- |
| Colin Montgomerie  | 5 & 4   |         |         | Scott Hoch        |
| Sergio García      |         |         | 1 upp   | David Toms        |
| Darren Clarke      |         | lika    |         | David Duval       |
| Bernhard Langer    | 4 & 3   |         |         | Hal Sutton        |
| Pádraig Harrington | 5 & 4   |         |         | Mark Calcavecchia |
| Thomas Bjørn       | 2 & 1   |         |         | Stewart Cink      |
| Lee Westwood       |         |         | 2 & 1   | Scott Verplank    |
| Niclas Fasth       |         | lika    |         | Paul Azinger      |
| Paul McGinley      |         | lika    |         | Jim Furyk         |
| Pierre Fulke       |         | lika    |         | Davis Love III    |
| Phillip Price      | 3 & 2   |         |         | Phil Mickelson    |
| Jesper Parnevik    |         | lika    |         | Tiger Woods       |

| Slutställning: | \| Europa \| 15½ \| 12½ \| USA \| |     |     |
| Europa         | 15½                               | 12½ | USA |

Lagens kaptener Sam Torrance och Curtis Strange hade valt olika taktiker inför söndagens singlar: Strange hade satt sina starkaste kort sist, medan Torrance chansade och satte sina bästa spelare först i spelordningen. Detta visade sig vara det rätta draget, då matchen var avgjord innan USA:s starkaste spelare hade fått avsluta sina matcher.
Svensken Niclas Fasth hade chans att bli hjälte för Europa genom att vinna sin match mot Paul Azinger på 18:e green. Amerikanen satte dock ett bunkerslag direkt i hålet, och matchen delades. Det blev istället irländaren Paul McGinley som satte den avgörande putten på 18:e green, när han delade sin match med Jim Furyk, och säkrade de 14½ poängen för Europa.
Matchen mellan Pierre Fulke och Davis Love III spelades aldrig färdigt. Spelarna var lika efter 17:e hålet, men medan de höll på att spela det 18:e hålet, satte Paul McGinley den avgörande putten för Europa. Med 18:e green full av jublande européer bestämde sig Fulke och Love för att dela matchen, och inte spela färdigt det 18:e hålet. Detta uppskattades dock inte av spelbolagen och de spelare som hade satsat pengar på matchen, och efter detta år bestämdes att alla singlar skall spelas färdigt, oavsett om hela Ryder Cup-matchen är avgjord eller inte.
Jesper Parnevik och Tiger Woods, som spelade den sista singeln, spelade klart denna, trots att matchen var avgjord. Parnevik låg under med ett hål inför det 18:e, men lyckades dela matchen efter att Woods treputtat på sista hålet.